# Гогия, Акакий
Акакий Гогия (нем. Akaki Gogia, груз. აკაკი გოგია; 18 января 1992, Рустави, Грузия) — немецкий футболист, полузащитник.

## Биография
Родился 18 января 1992 года в грузинском городе Рустави. В 2001 вместе с семьёй переехал в Германию, в город Галле. Оттуда семья переселилась в Ганновер, а затем в Аугсбург.

### Клубная карьера
Начал заниматься футболом в родном «Металлурге» (первым тренером был Тамаз Додашвили), затем занимался в «Рустави-2000». Уехав в Германию, занимался в школе «Галле 67». В 2002 году, после переезда семьи в Ганновер, перешёл в школу местного «Ганновер 96». В 2004 году перебрался в академию «Вольфсбурга». На взрослом уровне дебютировал в 2010 году, сыграв несколько матчей за фарм-клуб «Вольфсбурга» в Регионаллиге. Летом 2011 года на правах аренды перешёл в «Аугсбург». 6 августа 2011 года дебютировал за команду в Бундеслиге в матче с «Фрайбургом», в котором вышел на замену на 69-й минуте вместо Марселя Ндженга. В следующем сезоне вновь был отдан в аренду, на этот раз в клуб Второй Бундеслиги «Санкт-Паули», за который сыграл 23 матча и забил 1 гол. 16 июля 2013 года игрок покинул «Вольфсбург» и подписал контракт с клубом Третьей лиги «Галлешер», где провёл 2 сезона. Летом 2015 года перешёл в английский клуб «Брентфорд». В сезоне 2015/2016 сыграл за команду 13 матчей в Чемпионшипе, но в августе 2016 года перешёл на правах аренды в дрезденское «Динамо». После окончания сезона 2016/2017 Гогия подписал с «Динамо» полноценный контракт, однако уже на следующий день был выкуплен клубом «Унион Берлин».

### Карьера в сборной
Будучи игроком «Вольфсбурга» приглашался в юношеские сборные Германии. В 2015 году появилась информация, что федерация футбола Грузии связывалась с игроком и его близкими по поводу выступления за сборную Грузии, однако по состоянию на 2018 год футболист ни разу не был приглашён в команду.